# ديست

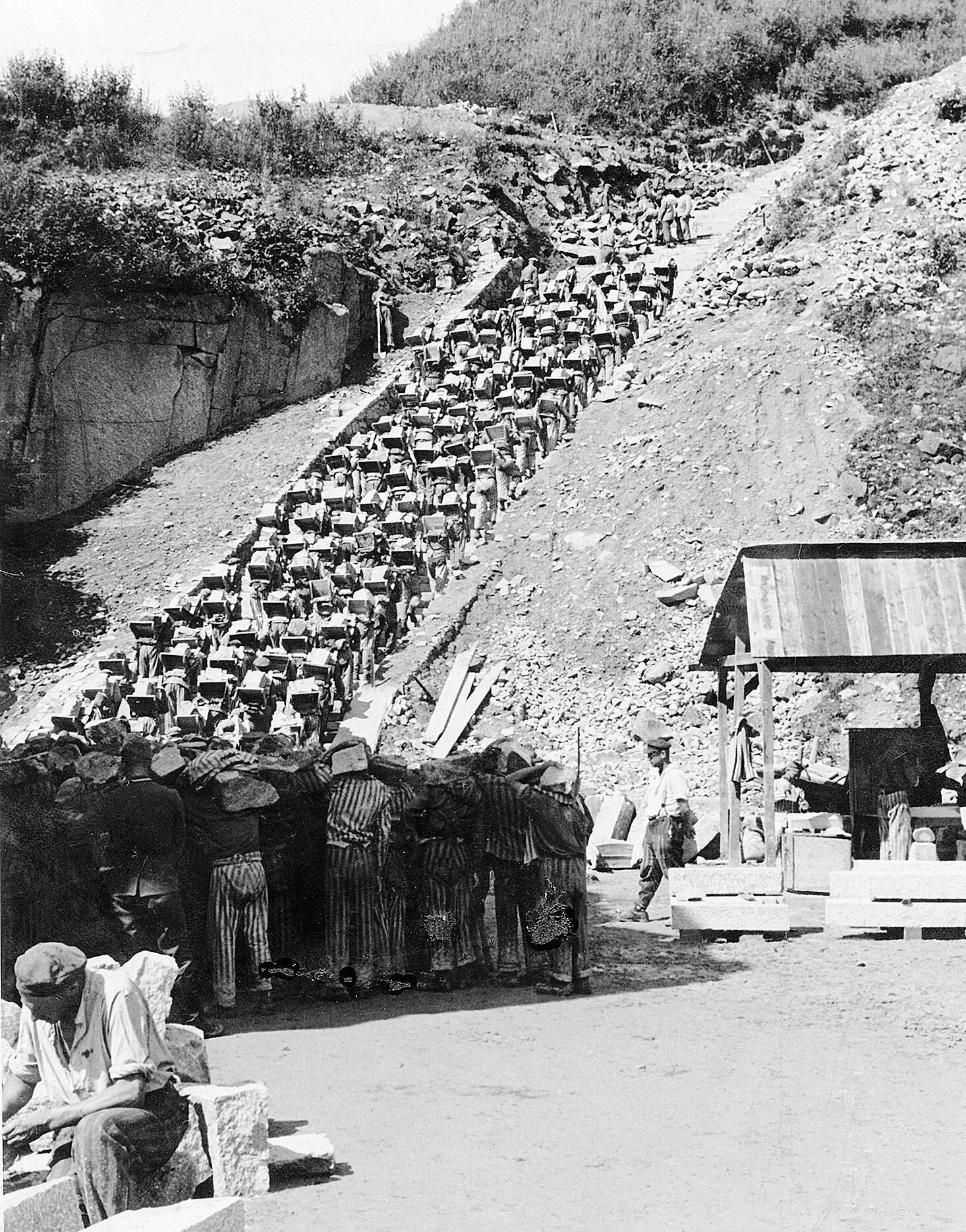
محجر DEST في ماوتهاوزن : «سلالم الموت»؛ أجبر السجناء على حمل كتل من الجرانيت، بعضها يصل وزنه إلى 110 رطل (50 كجم) بزيادة 186 خطوة.

ديست DEST، (اختصار (بالألمانية: Deutsche Erd- und Steinwerke GmbH)‏ أو "شركة الأرض والحجر الألمانية، هي شركة مملوكة لشوتزشتافل تم إنشاؤها لشراء وتصنيع مواد البناء لمشاريع البناء الحكومية في ألمانيا النازية. كانت ديست شركة تابعة لشركة Amtsgruppe W (Amt. W) للمكتب الرئيسي الاقتصادي والإداري لشوتزشتافل).تحت قيادة إس إس-أوبر غروبن فوهرر جينيرال لوتنانت لفافن إس إس أوزوالد بول وإس إس غروبنفهرر جينيرال لوتنانت لفافن إس إس غورغ لورنر.

## التاريخ
تأسست شركة ديست في 29 أبريل 1938 في برلين، من قِبل VWHA بغرض شراء مواد البناء وتنظيم العمل بالرقيق والإشراف على عمليات المحاجر. زاكسينهاوزن (1936)، بوخنفالد (1937)، فلوسنبرج (1938)، ماوتهاوزن (1938)، Natzweiler-Struthof (193)، غروس روزن (1940) ونيونغامي (1940) تم اختيار مواقع معسكرات الاعتقال بسبب قربها من التربة المناسبة لصنع الطوب، أو بسبب قربها من مصنع للطوب أو مقلع للحجارة.